# Lijst van rijksmonumenten in Jabeek
De plaats Jabeek telt 12 inschrijvingen in het rijksmonumentenregister. Hieronder een overzicht.
| Object | Oorspronkelijke functie?  | Bouwjaar                          | Architect      | Locatie                      | Coördinaten?                  | Nr.?   | Afbeelding                                                             |
| --- | ------------------------- | --------------------------------- | -------------- | ---------------------------- | ----------------------------- | ------ | ---------------------------------------------------------------------- |
| Het Huisken | Boerderij                 | 1710 (ingangspartij)              |                | Etzenrade 11                 | 50° 58' 38" NB, 5° 57' 54" OL | 22801  | Meer afbeeldingen                                                      |
| Grote hoeve van baksteen om een gesloten binnenplaats                                                                    | Boerderij                 | 1811 (woonhuis) 1736 (zijvleugel) |                | Eindstraat 15                | 50° 58' 44" NB, 5° 56' 31" OL | 26230  | Meer afbeeldingen                                                      |
| Pastorie en twee lagere voorvleugels aan weerskanten van een voorplein                                                   | Kerkelijke dienstwoning   | derde kwart 18e eeuw              |                | Dorpstraat 30                | 50° 58' 52" NB, 5° 56' 27" OL | 28667  | Meer afbeeldingen                                                      |
| Hoeve van baksteen | Boerderij                 | 18e eeuw                          |                | Dorpstraat 35                | 50° 58' 54" NB, 5° 56' 26" OL | 32702  | Meer afbeeldingen                                                      |
| Grote bakstenen hoeve om gesloten binnenplaats                                                                           | Boerderij                 | eerste helft 19e eeuw             |                | Eindstraat 17                | 50° 58' 44" NB, 5° 56' 33" OL | 32981  | Meer afbeeldingen                                                      |
| Wegkruis met houten corpus                                                                                               | Gedenkteken               | 1840                              |                | Kruis aan de Merkelbeekerweg | 50° 58' 43" NB, 5° 56' 38" OL | 34678  | Wegkruis met houten corpus                                             |
| Wegkruis met houten corpus, in een lindeprieel schuin t.o. Het Huisken                                                   | Tuin, park en plantsoen   | laatste helft 17e eeuw            |                | Etzenrade tegenover 11       | 50° 58' 38" NB, 5° 57' 54" OL | 35670  | Wegkruis met houten corpus, in een lindeprieel schuin t.o. Het Huisken |
| Etzenraderhof | Boerderij                 | eerste kwart 18e eeuw             |                | Etzenrade 1                  | 50° 58' 43" NB, 5° 57' 29" OL | 35671  | Meer afbeeldingen                                                      |
| Voormalige Roermolen of Roersemolen. Bakstenen gebouw met wolfdak. Bakstenen schuur. Kreeg na 1954 een andere bestemming | Industrie- en poldermolen | 1794 (molen) 19e eeuw(schuur)     |                | Molenweg                     | 50° 58' 58" NB, 5° 57' 27" OL | 36295  | Meer afbeeldingen                                                      |
| R.K. Gertrudis | Kerk en kerkonderdeel     | 1859 (kerk) 15e eeuw (toren)      | P.J.H. Cuypers | Dorpstraat 34                | 50° 58' 54" NB, 5° 56' 30" OL | 364064 | Meer afbeeldingen                                                      |
| Wegkruis met houten corpus, schuin t.o. de Etzenraderhof                                                                 | Gedenkteken               | 1764                              |                | Etzenrade tegenover 1        | 50° 58' 43" NB, 5° 57' 29" OL | 37851  | Wegkruis met houten corpus, schuin t.o. de Etzenraderhof               |
| Tegen de gevel een wegkruis met houten corpus                                                                            | Gedenkteken               | 1776                              |                | Dorpstraat bij 47            | 50° 58' 56" NB, 5° 56' 28" OL | 47065  | Tegen de gevel een wegkruis met houten corpus                          |

## Voormalig rijksmonument
| Object                              | Oorspronkelijke functie? | Bouwjaar | Architect | Locatie    | Coördinaten?                  | Nr.?  | Afbeelding        |
| ----------------------------------- | ------------------------ | -------- | --------- | ---------- | ----------------------------- | ----- | ----------------- |
| Hoeve van baksteen met binnenplaats | Boerderij                | 19e eeuw |           | Eindstraat | 50° 58' 50" NB, 5° 56' 24" OL | 33788 | Meer afbeeldingen |